# USS Cowpens (CVL-25)
Pour les autres navires du même nom, voir USS Cowpens.
L'USS Cowpens (CVL-25) est un porte-avions léger américain de la classe Independence engagé sur le théâtre Pacifique pendant la Seconde Guerre mondiale
Quatrième navire d'une série de neuf croiseurs légers de la classe Cleveland transformés dans l'urgence pour pallier le manque de porte-avions d'escadre , le Cowpens entre en service en 1943 et participe au début de l'offensive du Pacifique Central. Sa première opération est un raid sur l'île de  Wake les 5 et 6 octobre. Il participe aux opérations jusqu'à la fin du conflit. Mis en réserve en 1946 puis désarmé en 1947, il est reclassé comme transport d'aviation en 1959 mais il n'est jamais réarmé. Il est démantelé en 1961.

## La classe Independence
L'idée de construire des porte-avions d'escadre légers sur une base de coque de croiseur est antérieure à l'attaque de Pearl Harbour mais, en août 1941, le président Roosevelt s'implique directement et propose de convertir en porte-avions légers un certain nombre de croiseurs légers de la classe Cleveland qui sont en cours de construction . Son idée est d'abord rejetée par la marine, qui doute des qualités militaires de ces navires hybrides et qui pense qu'il faudra de plus trop longtemps pour les produire, mais elle est reprise lors de l'entrée en guerre et un programme de conversion d'urgence acceptant de nombreux compromis aboutit à la classe Independence. La New York Shipbuilding Corporation qui doit construire dix-sept Cleveland dans ses chantiers de Camden, New Jersey, reçoit dès le 10 janvier un avenant à son contrat lui confirmant le conversion d'un premier croiseur. De nouveaux avenants entre mars et juin porteront la série à neuf navires. Les neuf unités sont toutes lancées et en service avant la fin de 1943 .

## Construction et mise en service

### Le navire
Commencé comme le croiseur léger Huntington (CL-77), dont la quille avait été posée le 17 novembre 1941, le Cowpens reçoit un hangar monté en superstructure, recouvert d'un pont d'envol en bois long de 170 m et large de 22, deux ascenseurs axiaux et un élévateur à munitions . Un petit îlot surmonté d'un mât en treillis est installé en encorbellement sur tribord et une grue est placée à l'avant de l'îlot. Le hangar repose sur un pont supplémentaire intercalé environ 1,20 m au-dessus du pont blindé principal du croiseur car la cambrure de ce dernier compliquerait trop les mouvements d'avions, surtout par mer forte. De plus, cette configuration évite d'avoir à découper le pont blindé pour positionner les ascenseurs. Le pont d'envol reçoit huit brins d'arrêt (un neuvième est ajouté vers 1945 ) et trois barrières . Initialement, une seule catapulte hydraulique type H 2-1 est installée à bâbord.
Le navire est doté de quatre petites cheminées latérales à tribord. Pour accroître la stabilité, deux caissons extérieurs (bulges ou renflements en anglais) sont plaqués de part et d'autre de la coque (ce qui accroît la largeur de 1,5 m, la portant à 21,8 m). Celui de bâbord est lesté de ciment pour compenser le poids de l'îlot, de la grue et des cheminées. 

### L'artillerie et les radars

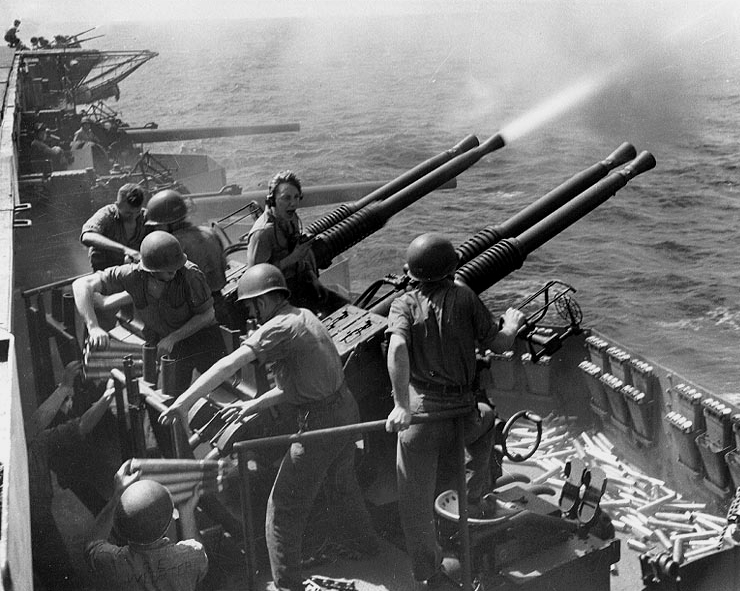
Affût quadruple Bofors 40 mm (avec canons de 127 mm en arrière plan)

La batterie de DCA, comprend deux affûts quadruples de 40 mm Bofors plus neuf affûts doubles de 40 mm dirigés par sept télépointeurs à visée optique Mk 51 . La DCA légère prévue initialement comporte dix affûts simples de 20 mm Oerlikon installés en périphérie du pont d'envol mais ce nombre est d'abord augmenté en cours de fabrication puis réduit lorsque la deuxième catapulte est installée en 1944, afin de limiter le poids dans les hauts mais aussi parce que l'efficacité des pièces de 20 mm est de toute manière très limitée .
Le Cowpens reçoit un radar de veille aérienne de type SK  - installé entre les deux groupes de cheminées. Un radar de veille de surface SG et un second radar de veille aérienne SC-2 (rapidement remplacé par un SP avec altimétrie ) sont positionnés sur le mât surmontant l'îlot  . Ces installations sont complétées par de nombreux équipements de navigation, de communication, d'identification (IFF) et de guerre électronique.

### Le groupe aérien embarqué
Le groupe aérien embarqué ou Carrier Air Group (abrégé en CVLG) est une unité semi-autonome - c'est-à-dire qu'il est considérée comme un des services (departments) du navire dès qu'il est embarqué. Constitué de deux flottilles, le groupe est commandé par le CAG (Commander, Air Group), un capitaine de corvette (lieutenant commander) qui, sur les Independence, est également le commandant de l'une des deux flottilles. Affectés pour un tour d'opération d'une durée d'environ six mois, les groupes se succèdent à bord du navire. De 1943 à septembre 1945, le Cowpens embarque successivement le CVLG-25 d'octobre 1943 à juin 1944 puis le CVLG-22 à partir d'octobre 1944 ; 

### Lancement et entrée en service
Le nouveau porte-avion est baptisé en souvenir de la Bataille de Cowpens pendant la guerre d'indépendance américaine.  Il est lancé le 17 janvier 1943. Sa marraine est Mme Preston Lea Spruance, fille de l'amiral William F. Halsey. Il entre en service le 28 mai 1943, sous le commandement du capitaine de vaisseau (captain) Robert P. McConnell . Initialement classé comme un porte-avions d'escadre, il reçoit le numéro CV-25, puis à la suite d'un changement de classification en juillet 1943, il devient le porte-avions léger CVL-25.
Le navire traverse le canal de Panama pour rejoindre la Flotte du Pacifique et arrive à Pearl Harbor le 14 juillet. Au sein de la flotte américaine, son surnom est :  The Mighty Moo (le puissant « Moo ») .

## Combat

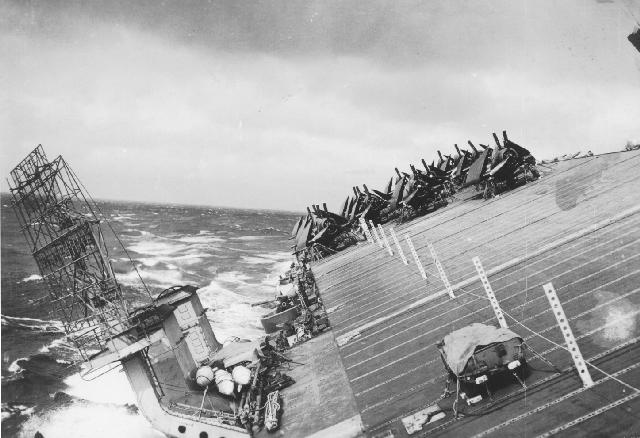
USS Cowpens durant le passage du typhon Cobra : 18 décembre 1944.

Ce navire perdit un membre d'équipage et sept avions durant le passage du typhon Cobra les 17 et 18 décembre 1944.

## Évolution du groupe aérien embarqué
Initialement composé de chasseurs, de bombardiers en piqué et de bombardiers torpilleurs le format du groupe est ensuite réduit. Les bombardiers en piqué Douglas SBD Dauntless, dont les ailes ne sont pas repliables, prennent trop de place à bord et sont éliminés. À partir de 1943 le groupe comprend généralement 24 à 26 “Hellcat” - dont quelques modèles -P pour la reconnaissance photographique - et 9 bombardiers torpilleurs Avengers .

## Fin de vie
À la fin de la guerre, le Cowpens participe à l'opération Magic Carpet (Opération Tapis Volant) pour rapatrier les troupes aux États-Unis.
.
Mis en réserve en 1946, il est désarmé en 1947. En 1959, il est reclassé comme transport d'aviation sans être réactivé. Il est vendu en 1960 et démantelé en 1961 à Portland (Oregon).